# Lola Lizaran i Merlos
Lola Lizaran i Merlos (1932 - 7 de juliol de 2003) fou una actriu catalana, germana de la també actriu Anna Lizaran.
Va iniciar la seva carrera com a actriu interpretant diverses vegades el paper de Maria a la Passió d'Esparreguera, des d'on va continuar treballant amb diversos grups de teatre independent i d'aficionats.
No va ser fins que ja era gran que va fer el salt cap al món professional, primer al Teatre Romea i després com a membre dels grups independents de teatre GOC i el teatrí. La seva fama va arribar quan el 1994 va protagonitzar Poblenou a TV3, Allà hi treballaria amb al costat de Miquel Cors i de Margarida Minguillón.
El 2003 va morir de càncer als 71 anys a Esparreguera.

## Premis i reconeixements
- 2001 - Premi Butaca Honorífica, per tota una vida dedicada al teatre.[1]

## Beques Lola Lizaran
Des de 2004 l'Associació Lola Lizaran, amb la finalitat de conservar el llegat artístic i humà de l'actriu, que s'havia inciat en el teatre amateur del Patronat Parroquial de la vila, atorga les Beques que porten el seu nom, Aquestes beques, que es concedeixen anualment, procuren facilitar els estudis superiors als joves de la Vila que vulguin dedicar-se professionalment al teatre, la dansa, la música o al circ.